# Фаррахан, Луис
Луис Фа́ррахан (англ. Louis Farrakhan; род. 11 мая 1933) — американский общественный деятель. Лидер радикальной организации «Нация ислама». Деятельность Фаррахана подвергается критике, его часто обвиняли в расизме и антисемитизме, хотя сам Фаррахан отвергал эти обвинения.

## Биография
Луис Юджин Уолкотт родился 11 мая 1933 года в Бронксе (Нью-Йорк). В ранние годы увлекался музыкой. В 1951—1953 годах учился в колледже Уинстон-Сейлем. В июле 1955 года вступил в «Нацию ислама», сменив имя на Луис Икс. Подобная замена на букву Икс (X) была принята в организации, так как считалось, что таким образом участники отказываются от «рабской фамилии». Был другом Малколма Икса. Через несколько лет Элайджа Мухаммед присвоил ему новое имя — Абдул Халим Фаррахан. В 1965—1975 годах работал служителем «Храма ислама» в Гарлеме.
В 1984 году поддержал в предвыборной кампании на пост президента США преподобного Джесси Джексона, обеспечивая его безопасность.
Один из организаторов «Марша миллиона чёрных мужчин» на Вашингтон в 1995 году.
В 1998 году посетил Россию по приглашению Надира Хачилаева. Фаррахан побывал в Тюмени, Дагестане, однако ему не удалось нанести визит в Чечню. По информации «Коммерсантъ», в Дагестане Фаррахан (в отличие от своих обычных призывов к мусульманам бороться за свою независимость) говорил, что республика должна развиваться в рамках Конституции России, а российские мусульмане должны соблюдать российские законы. Когда он захотел встретиться с Мовлади Удуговым, власти Дагестана заявили, что его пребывание в России является нежелательным.
Был духовным наставником Мухаммеда Али, Майка Тайсона, Карим Абдул-Джаббара.
В октябре 2005 года провёл митинг, обвинив власти США в «геноциде» чернокожего населения Нового Орлеана во время урагана «Катрина»: «Пять дней, пока бушевал ураган, правительство не предприняло ни малейших шагов для спасения граждан. Черные люди стояли на крышах затопленных домов и умоляли о помощи, а белые равнодушно пролетали мимо них на вертолетах».
24 февраля 2008 года, выступая перед аудиторией в 20 тысяч человек своих сторонников, Фаррахан сравнил Барака Обаму с основателем «Нации ислама» Вали Фард Мухаммедом и призвал поддержать Обаму, хотя сам Обама публично отказался от этой поддержки, назвав антисемитские взгляды Фаррахана полностью неприемлемыми и достойными осуждения.
В 2014 году потребовал отдельных судов для афроамериканцев, заявив, что американская юридическая система настроена против негритянского населения.

## Критика
Фаррахан часто подвергался критике в связи с некоторыми своими высказываниями. В частности, еврейская организация «Антидиффамационная лига» обвиняет его в антисемитизме, приводя на своём сайте список отрывков из выступлений Фаррахана относительно евреев, «еврейского заговора», роли евреев в работорговле. Также приводится высказывание Фаррахана о Холокосте: «Банкиры финансировали Гитлера, и бедные евреи умирали, в то время как большие евреи были на вершине того, что называется Холокостом… Маленькие евреи умирали, а большие евреи делали деньги… Маленьких евреев превращали в мыло, а большие евреи им мылись… Одни евреи занимались музыкой, а другие маршировали в газовые камеры».

### Выступления Фаррахана (видео)
- March, 2006 Havana, Cuba Press Conference
- May, 2004 Washington, D.C. Press Conference on U.S. Government’s War on Terrorism
- April, 2002 Press Conference on Arab, Muslim/Israeli Conflict
- Let us make man Part I — africanconnections.com
- Let us make man Part II — africanconnections.com
- BBC Video
- FOX News Interview on Millions more movement
- The Murder of Malcolm X
- Mike Wallace interview on CBS with Farrakhan and Atallah Shabazz
- birth of a nation